# Dryopomera similis
Dryopomera similis es una especie de coleóptero de la familia Oedemeridae.

## Distribución geográfica
Habita en Malasia.